# Elton Monteiro
Elton Monteiro Almada (ur. 22 lutego 1994 w Sionie) – portugalski piłkarz kabowerdeńskiego pochodzenia występujący na pozycji obrońcy w klubie FC Lausanne-Sport.

## Kariera klubowa
Grę w piłkę nożną rozpoczął w wieku 8 lat w klubie FC Sion z rodzinnego miasta Sion w Szwajcarii. W 2008 roku przeniósł się do akademii Arsenal FC, gdzie występował w drużynach juniorskich oraz w Premier Reserve League. Podczas gry w zespole U-18 pełnił funkcję jego kapitana. W grudniu 2012 roku decyzją Arsène’a Wengera znalazł się w składzie na mecz Ligi Mistrzów UEFA przeciwko Olympiakos SFP (1:2). W sezonie 2012/13 zajął z Arsenalem U-19 4. miejsce w turnieju NextGen Series.
W maju 2013 roku podpisał trzyletni kontrakt z belgijskim Club Brugge. Rok 2014 spędził on na wypożyczeniach do Académiki Coimbra, gdzie nie rozegrał żadnego spotkania, oraz do SC Braga B, gdzie zanotował 6 meczów w Segunda Liga. W lutym 2015 roku, nie zaliczając żadnego oficjalnego występu, rozwiązał umowę z Club Brugge i przeniósł się do FC Lausanne-Sport (Swiss Challenge League), gdzie rozpoczął grę w podstawowym składzie. W sezonie 2015/16 wywalczył z tym klubem awans do Super League, w której zadebiutował 24 lipca 2016 w meczu przeciwko Grasshopper Club Zürich (0:2). Latem 2018 roku Lausanne zajęło ostatnią lokatę w tabeli i spadło ze szwajcarskiej ekstraklasy.
W lutym 2019 roku Monteiro został na zasadzie półrocznego wypożyczenia graczem Miedzi Legnica, prowadzonej przez Dominika Nowaka. 13 kwietnia zadebiutował w Ekstraklasie w zremisowanym 1:1 spotkaniu przeciwko Arce Gdynia. Po zakończeniu rundy wiosennej sezonu 2018/19, w której zaliczył 4 występy, Miedź zajęła 15. lokatę w tabeli i spadła z ligi, a on sam opuścił zespół i powrócił do FC Lausanne-Sport.

## Kariera reprezentacyjna
W 2008 roku otrzymał powołanie do reprezentacji Szwajcarii U-15, jednak nie mógł w niej wystąpić z powodu braku szwajcarskiego obywatelstwa. W następstwie tego zdecydował się reprezentować Portugalię. W latach 2013–2014 grał w młodzieżowych kadrach tego kraju w kategorii U-19, U-20 oraz U-21.

## Życie prywatne
Urodził się w Sionie w Szwajcarii w rodzinie Portugalczyków kabowerdeńskiego pochodzenia. Jest kuzynem Cabrala, Edimilsona Fernandesa, Gelsona Fernandesa i Manuela Fernandesa. Posiada obywatelstwo portugalskie oraz szwajcarskie.